# Santi di Tito

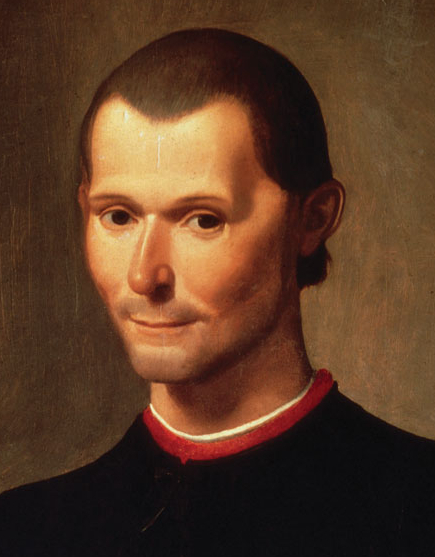
Fragment portretu Niccolò Machiavellego

Santi di Tito (ur. 5 grudnia 1536 we Florencji, zm. 25 lipca 1603 tamże) – włoski malarz i architekt.
Pracował we Florencji razem z Agnolo Bronzino. Od 1558, pod wpływem dzieł Rafaela, pracował nad freskami w Rzymie. Do Florencji wrócił w 1564. Jednym z jego uczniów był Antonio Tempesta.